# 測量士補養成施設
測量士補養成施設（そくりょうしほようせいしせつ）は、測量士補を養成する教育機関のことである。国土交通大臣（旧・建設大臣）より指定されている。

## 概要
国または地方公共団体の実施する基本測量、公共測量等は測量法に従って登録された測量士又は測量士補でなければ技術者として従事することはできない。こうした測量は測量法に従って登録された営業所ごとに測量士が一人以上置かれた測量業者でなければ請け負うことはできない。他方、登記を目的とした測量は土地家屋調査士が行う。
測量士資格の基礎となる測量士補を取得するためには、毎年行われる測量法及び測量法施行令に基づく国家試験に合格する必要がある。測量士補の合格率は30パーセント強となっている。なお、日本の測量士補養成施設は卒業（測量に関する科目を修める）と同時に無試験で測量士補が取得できる。取得後、一定の実務経験を積むことで無試験で有資格を得られることができる。
現在、日本の測量士補養成施設には土木に関する学科ほか大学の地理学科といった文系の学科で取得できるところもあり、具体的には測量法施行令第14条で、測量法第50条第1号及び法第51条第1号に規定する測量に関する科目は、土木工学科、農業土木学科、林学科、採鉱学科若しくはこれらに相当する学科における測量学又は天文学科、地球物理学科、物理学科、数学科、地理学科、地質学科若しくはこれらに相当する学科を専修する者についてのこれらの科目とする。と規定されている。。

## 養成施設一覧

### 測量法第５０条第１号の登録を受けた養成施設(測量士補 養成施設)
- 北海学園大学
- 北海道科学大学 工学部 都市環境学科
- 岩手大学 理工学部 システム創成工学科 社会基盤・環境コース
- 八戸工業大学 工学部 土木建築工学科
- 東北芸術工科大学 デザイン工学部 建築・環境デザイン学科
- 法政大学
- 国士舘大学 理工学部　理工学科 まちづくり学系
- 国士舘大学 文学部 史学地理学科 地理・環境
- 立正大学 地球環境科学部 地理学科
- 東海大学 工学部 土木工学科
- 東海大学 海洋学部 海洋地球科学科
- 愛知工業大学　工学部 土木工学科 土木工学専攻／防災土木工学専攻
- 愛知工業大学　工学部 土木工学科 防災土木工学専攻
- 信州大学 理学部 地質科学科
- 三重大学 生物資源学部 共生環境学科 農業土木学 教育コース
- 奈良大学 文学部 地理学科
- 高知大学 農林海洋科学部
- 高知大学 理工学部
- 高知工科大学 システム工学群 建築・都市デザイン専攻（旧工学部 社会システム工学科）
- 山口大学 工学部社 会建設工学科
- 西日本工業大学 工学部 総合システム工学科 土木工学系
- 長崎総合科学大学 工学部 工学科 建築学コース
- 宮崎大学 農学部 森林緑地環境科学科
- 宮崎大学 工学部 社会環境システム工学科

ほか

### 測量法第５０条第２号の登録を受けた養成施設(測量士補 養成施設)
- 西日本短期大学 緑地環境学科

### 測量法第５０条第３号の登録を受けた養成施設(測量士補 養成施設)
- 国土交通大学校 専門課程 普通測量研修
- 札幌工科専門学校 環境土木工学科，測量情報科
- 仙台工科専門学校 測量学科，環境土木工学科
- 中央工学校「昼間」土木建設科(2年制)・測量科(1年制)・地理空間情報科(1年制)、「夜間」土木測量科(2年制)
- 新潟工科専門学校 環境測量科
- 東海工業専門学校金山校 測量設計科，測量科
- 近畿測量専門学校 測量専門学科,情報測量学科
- 岡山科学技術専門学校 測量環境工学科
- 九州測量専門学校 測量科，測量情報科,土木建設科，国際工学科
- 福岡国土建設専門学校 測量技術科，都市環境設計科，測量技術情報科